# ホルヘ・アレアサ
ホルヘ・アルベルト・アレアサ・モンセラ（スペイン語: Jorge Alberto Arreaza Monserrat、スペイン語発音: [ˈxorxe alˈβerto areˈaθa monseˈra(t)]、1973年 - ）は、ベネズエラの政治家。これまでに副大統領、外務大臣、科学技術大臣などを歴任した。元大統領ウゴ・チャベスの義理の息子。

## 経歴
ベネズエラ中央大学 (Universidad Central de Venezuela (UCV)) を国際研究の学位を得て卒業した後、Gran Mariscal de Ayacucho 財団の奨学金を獲得してイギリスで欧州政策研究の修士号を取得した。UCVに戻りジャーナリスト及び教職にも就いた他、ベネズエラ公営テレビのアナウンサーやインタビュアー、さらにはテレビ番組 "Diálogo abierto"の司会者としても活動した。
2007年、ウゴ・チャベスの長女ロサ・ビルヒニア (Rosa Virginia)と結婚し、チャベスの義理の息子となる。2011年にはチャベス政権下で科学技術相に任命され、チャベスの死後ニコラス・マドゥロが暫定大統領に就任した際には暫定副大統領に指名された。マドゥロが選挙を経て大統領に選任されると同副大統領に就任した。 
チャベスの死に際にあたっては、チャベス一家の非公式的なスポークスマンとして報道陣に対応した。 